# Futebol Clube do Marco
Futebol Clube do Marco je portugalski nogometni klub iz gradića Marca de Canavesesa na portugalskom sjeveru, u okrugu Portu. Klub je utemeljen 1927. godine.

## Vanjske poveznice
- Página oficial do clube  Arhivirana inačica izvorne stranice od 15. ožujka 2021. (Wayback Machine) Službene stranice
- Site Oficial do Leixões Sport Club  Arhivirana inačica izvorne stranice od 25. ožujka 2016. (Wayback Machine) Službene stranice]